# اینوروری
اینوروری (به انگلیسی: Inverurie) یک شهرک در اسکاتلند است که در آبردین‌شایر واقع شده‌است. اینوروری ۱۰٬۸۸۵ نفر جمعیت دارد.